# Crescimento intrauterino restrito
Crescimento intrauterino restrito é uma complicação da gravidez em que há um atraso no crescimento do feto.